# 圣热努
圣热努（法語：Saint-Genou，法語發音：[sɛ̃ ʒənu] ⓘ）是法国安德尔省的一个市镇，位于该省中西部偏北，属于沙托鲁区。

## 地理
圣热努（46°55'46"N, 1°20'17"E）面积24.41 平方千米，位于法国中央-卢瓦尔河谷大区安德尔省，该省份为法国中部省份，北起卢瓦-谢尔省，西北接安德尔-卢瓦尔省，西南接维埃纳省，南至克勒兹省和上维埃纳省，东临谢尔省。
与圣热努接壤的市镇（或旧市镇、城区）包括：阿尔弗耶、比藏赛、安德尔河畔帕吕欧、圣热姆、维勒古安。

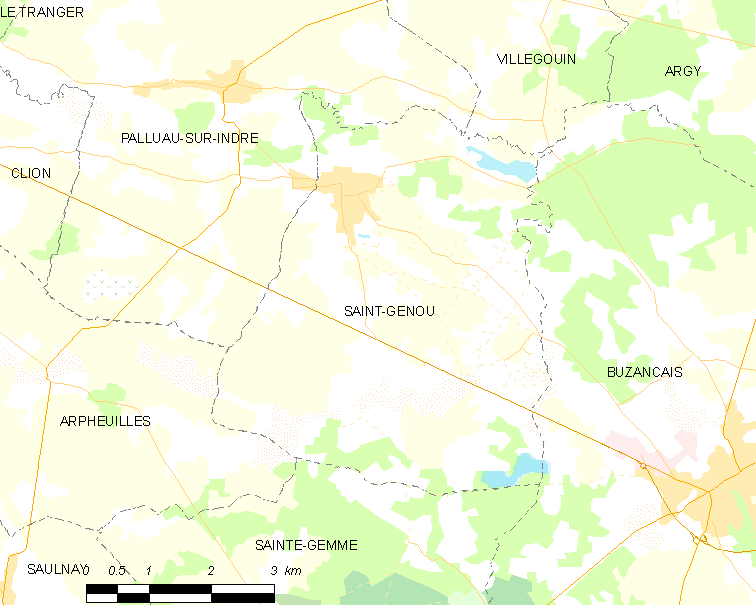
圣热努的OSM定位图

圣热努的时区为UTC+01:00、UTC+02:00（夏令时）。

## 行政
圣热努的邮政编码为36500，INSEE市镇编码为36194。

## 政治
圣热努所属的省级选区为比藏赛县。

## 人口

1962-2008年间圣热努人口变化图示

圣热努于2022年1月1日时的人口数量为939人。